# SJ Ma
Die Baureihe SJ Ma waren für die schwedische Staatsbahnen Statens Järnvägar (SJ) von Allmänna Svenska Elektriska Aktiebolaget (ASEA) gebaute Elektrolokomotiven.

## Geschichte
Als der Güterverkehr auf den nördlichen Strecken des Landes zunahm, wurden weitere Lokomotiven benötigt. Ende der 1940er Jahre entschieden sich die SJ, die Baureihe Ma aus den Erfahrungen der Baureihe M zu entwickeln.
Die neue Baureihe erhielt stärkere Motoren. Durch den technischen Aufbau konnte das Aussehen der Lokomotive im Gegensatz zur M einheitlich gestaltet werden. In dieser Form konnte die Lokomotive schwere Züge mit 100 km/h ziehen und wurde damit zur Universallokomotive. Die Baureihe stellte die stärkste Einzellokomotive in Schweden dar.
Zwischen 1953 und 1957 sowie 1959 und 1960 wurden 32 Lokomotiven gebaut. Die Farbe des Lokkastens war rötlich, mit einem unten umlaufenden schwarzen Streifen sowie einem schwarzen Dach.
Zwischen 1970 und 1978 erhielten die Lokomotiven einen neuen Hauptschalter, neue Seitenscheiben, Rückspiegel und verbesserte Scheinwerfer. Gleichzeitig wurde das Farbschema geändert, der umlaufende Streifen wurde dunkelgrau und der Lokkasten dunkelblau wie bei den Rc-Lokomotiven.
Nach der Auslieferung der Baureihe Rc ab 1967 wurden die Ma nur noch für den Güterzugdienst verwendet. Später wurden die Einsätze für die Ma so stark reduziert, dass SJ 1991 die Lokomotiven an TGOJ Trafik abgab.

## TGOJ Ma
Als Trafikaktiebolaget Grängesberg–Oxelösunds järnväger (TGOJ) Elektrolokomotiven beschafften, fiel deren Wahl auf die im Bau befindlichen Ma der SJ. 1953 wurden Ma 401–404, 1954 Ma 405–407 und 1958 Ma 408 und 409 beschafft.
Sie waren nahezu identisch zu den Lokomotiven der SJ, erhielten jedoch runde statt viereckige Maschinenraumfenster und waren mit einer Mehrfachsteuerung ausgestattet.

## TGOJ Ma2
Nachdem die Lokomotiven der Reihe Ma durch den Einsatz der Baureihe Rc nahezu arbeitslos wurden, erfolgte 1991 die Abgabe an TGOJ, damals eine Tochtergesellschaft von SJ. Zur Unterscheidung zur TGOJ-Baureihe Ma erhielten sie die Baureihenbezeichnung TGOJ Ma2. Übernommen wurden die Lokomotiven 788, 789, 825–829, 831–833, 873–877, 879, 880, 882, 958, 959 sowie 961–967.

## NR Ma
NetRail AB (NR) erwarb 2009 die TGOJ Ma2 825 und bezeichnete sie wieder als NR Ma 825. Sie wurde 2010 und 2011 an Midcargo und 2012 an CFL Cargo vermietet. Im März 2014 erlitt sie einen Brandschaden und dient seither als Ersatzteilspender. Die zum gleichen Zeitpunkt erworbene TGOJ Ma2 827 und als NR Ma 827 bezeichnete Lok wurde 2015 ebenfalls an CFL Cargo vermietet.
Von GreenCargo wurde zudem die GC Ma 876 gekauft und als NR Ma 876 2014/15 an CFL Cargo vermietet.
2017 wurden alle drei Lokomotiven an Svensk Tågkraft AB (STAB) verkauft.

## STAB Ma
2017 erwarb Svensk Tågkraft AB alle drei Lokomotiven von NetRail AB, einschließlich des Ersatzteilspenders NR Ma 825. Sie sind bei gleichlautenden Betriebsnummern als STAB Ma registriert.

## GC Ma (I)
Seit 1999 ist TGOJ eine 100-prozentige Tochter von Green Cargo (GC). Ab dem 1. Januar 2011 wurde die Selbstständigkeit der TGOJ innerhalb von Green Cargo aufgegeben in die Muttergesellschaft integriert. Damit gingen alle Lokomotiven von TGOJ an GreenCargo über.
Die für TGOJ gebaute Serie Ma 401–409 erhielt die neue Baureihenbezeichnung GC Ma (I). Zwischen 2012 und 2014 wurden alle Lokomotiven an andere Gesellschaften abgegeben.

## GC Ma (II)
Ebenfalls 1999 wurden folgende vorhandene Lokomotiven der Baureihe TGOJ Ma2 auf GC überschrieben: 826, 828, 831–833, 874, 876, 958 sowie 961–967. Die Baureihe erhielt die Bezeichnung GC Ma (II).
Vorhanden sind noch die GC Ma (II) 826 und GC Ma (II) 828. Als Ersatzteilspender dienen die Nummern 874, 958, 961, 964 und 967.

## NTA Ma
Die norwegische Gesellschaft Norsk Transport AS in Notodden übernahm 2014 die Lokomotiven 404 und 407 der Baureihe GC Ma (I). 2015 folgte NTA Ma 406, die ein Jahr zuvor vom Eisenbahnmuseum Grängesberg (GBBJ) von GC erworben wurde.

## Ausmusterungen und Verbleib
Bei den SJ wurde als erste die Ma 881 nach einem Unfall am 4. August 1972 mit F 699 in Munktorp-Kolbäck, bei dem es zwei Tote gab, 1972 ausgemustert und verschrottet.
Die Ma 830, die am 2. Juni 1980 mit Rc2 1109 in Hinsnoret zusammenstieß, wobei es 11 Tote gab, folgte 1981 und Ma 824 1982. Ma 878 wurde nach einer Entgleisung in Kotjärn 1990 ausgemustert und 1991 verschrottet.
Ma2 788 und Ma2 789 wurden 1996 sowie Ma2 880 1998 an das Eisenbahnmuseum Grängesberg abgegeben. Ma2 829 und Ma2 873 wurden 2004 in Eskilstuna verschrottet, Ma2 877 folgte 2006, Ma2 875 und Ma2 959 2008.
Stambanans Vänner in Norrköping, eine ideelle Gesellschaft zur Bewahrung von Eisenbahnfahrzeugen, übernahm im Laufe der Jahre eine Anzahl von Fahrzeugen der Baureihe von GC:
- GC Ma (I): 402 (2013)
- GC Ma (II): 832 (2016), 833, 962, 963 und 965 (2013)

GC Ma (I) 401 ging 2012 an das Eisenbahnmuseum Grängesberg (GBBJ), die 406 folgte 2014. GC Ma (I) 403 wurde 2012 von der  Bergslagernas Järnvägssällskap übernommen. Die Nummern 405 und 409 übernahm 2014 die
Stockholms Kultursällskap för Ånga och Järnväg (SKÅJ) und die 408 wurde am 20. Dezember 2012 von Föreningen Sörmlands Veteranjärnväg (FSVJ) in Oxelösund erworben.
GC Ma (II) 828 wurde 2012 an Kalmar Veterantåg verkauft. Im gleichen Jahr übernahm Sveriges Järnvägsmuseum (SJVM) die GC Ma (II) 966 und rüstete diese in den Zustand der ehemaligen SJ Ma 966 um.